# Бургиньон-ле-Конфлан
Бургиньо́н-ле-Конфла́н (фр. Bourguignon-lès-Conflans) — коммуна во Франции, находится в регионе Бургундия — Франш-Конте. Департамент — Верхняя Сона. Входит в состав кантона Вовиллер. Округ коммуны — Люр.
Код INSEE коммуны — 70087.

## География
Коммуна расположена приблизительно в 310 км к востоку от Парижа, в 65 км севернее Безансона, в 21 км к северу от Везуля.
На юге коммуны протекает река Лантерн.

## Население
Население коммуны на 2010 год составляло 131 человек.
| 1962 | 1968 | 1975 | 1982 | 1990 | 1999 | 2010 |
| ---- | ---- | ---- | ---- | ---- | ---- | ---- |
| 114  | 113  | 93   | 95   | 89   | 106  | 131  |

## Экономика
В 2010 году среди 79 человек трудоспособного возраста (15—64 лет) 70 были экономически активными, 9 — неактивными (показатель активности — 88,6 %, в 1999 году было 74,1 %). Из 70 активных жителей работали 63 человека (31 мужчина и 32 женщины), безработных было 7 (3 мужчины и 4 женщины). Среди 9 неактивных 3 человека были учениками или студентами, 3 — пенсионерами, 3 были неактивными по другим причинам.

## Достопримечательности
- Церковь Св. Георгия (XIII век). Исторический памятник с 1946 года[3]
- Замок Бургиньон-ле-Конфлан. Исторический памятник с 1927 года[4]
- Мост через реку Лантерн (1848 год). Исторический памятник с 1982 года[5]

## Фотогалерея

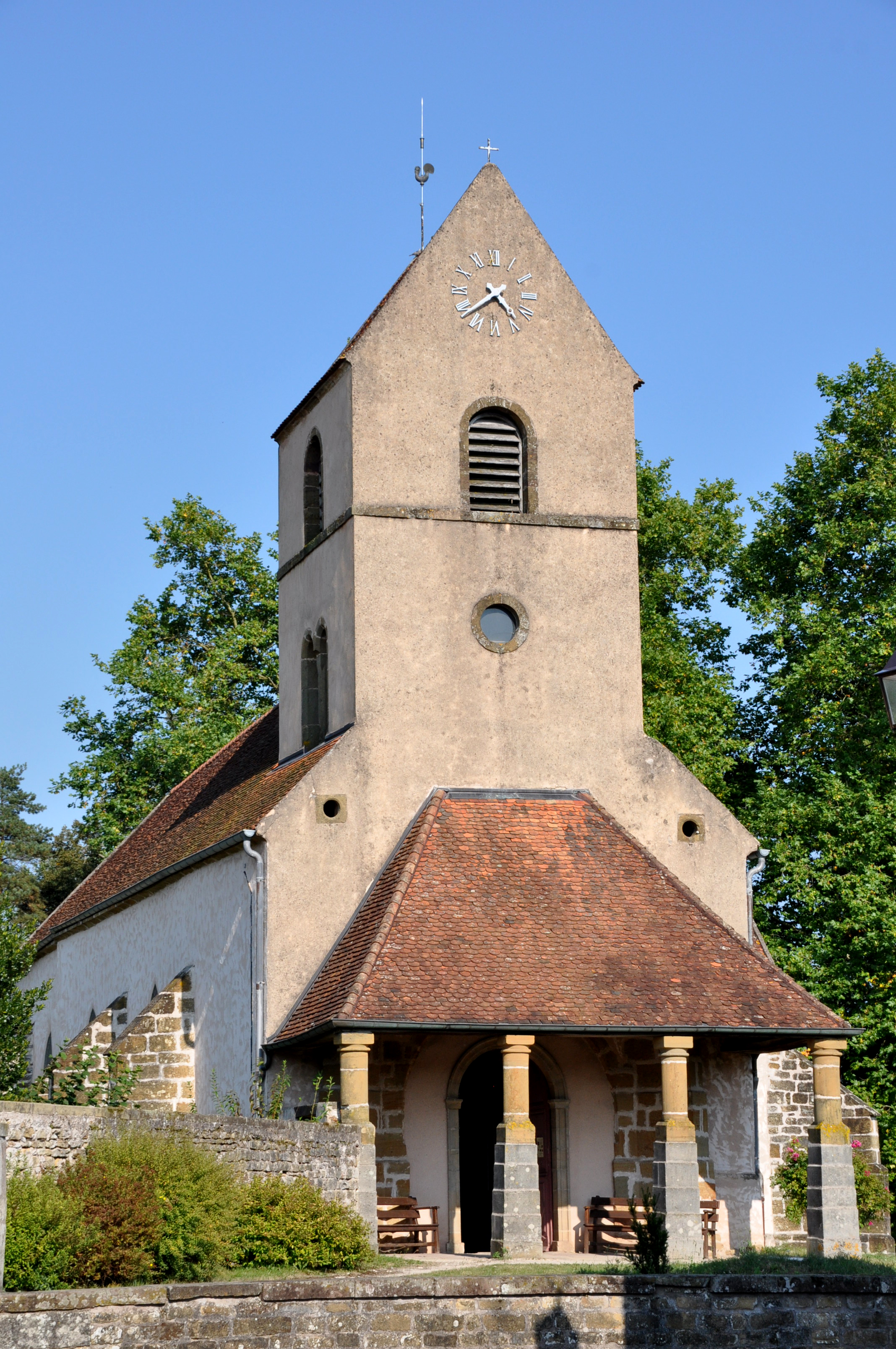
Церковь Св. Георгия
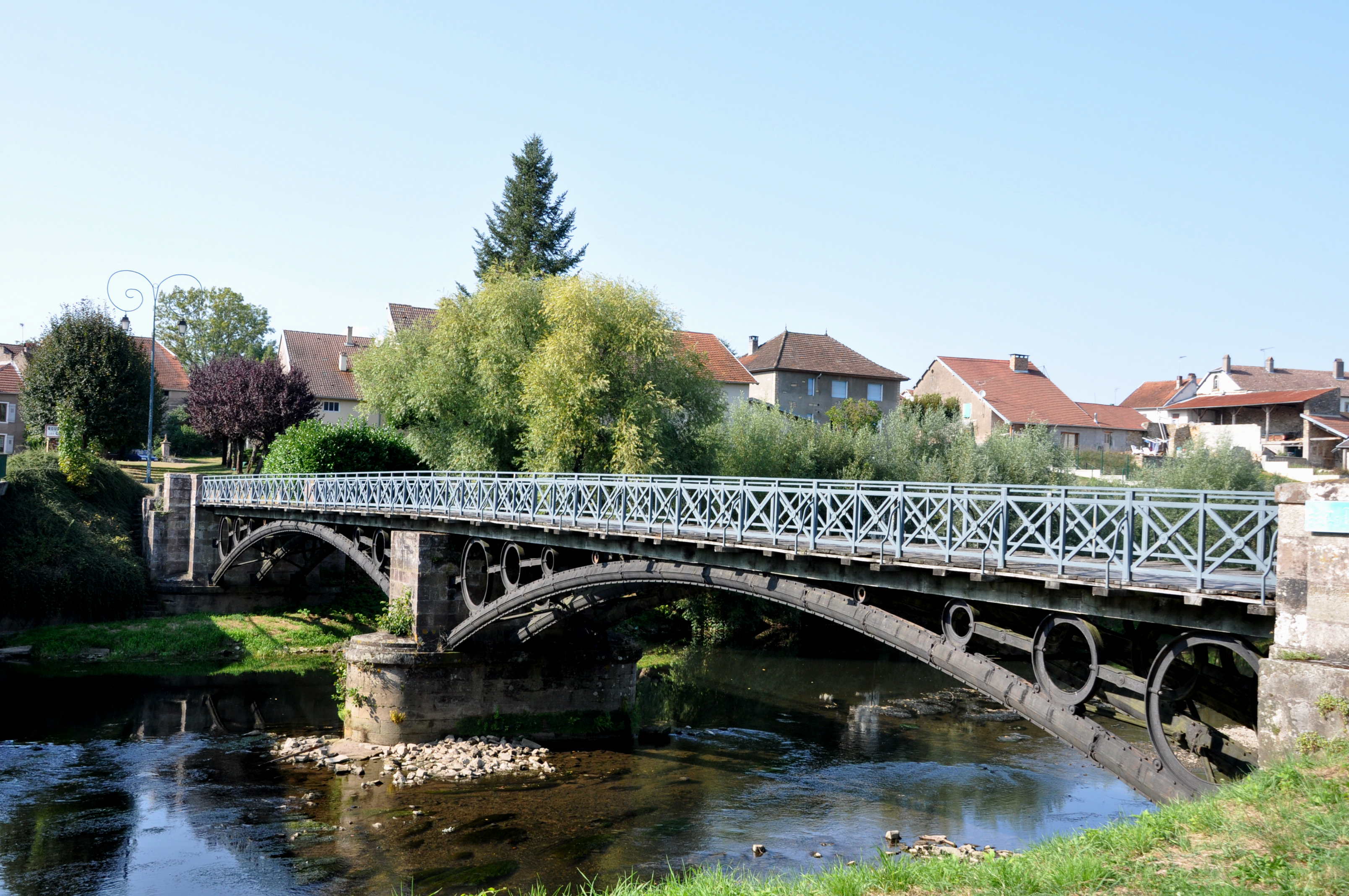
Мост через реку Лантерн
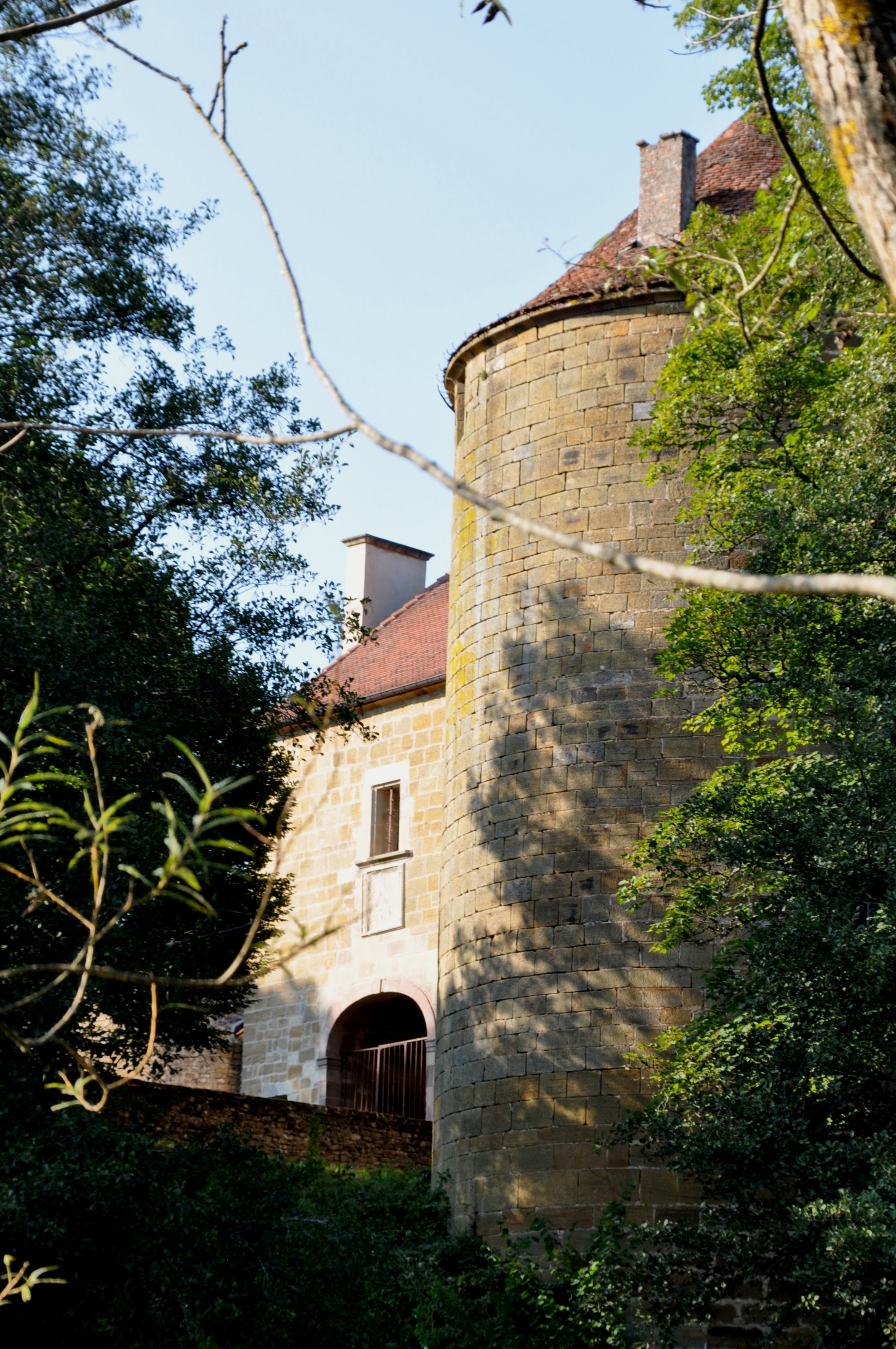
Замок Бургиньон-ле-Конфлан